# Paul Hamm
Paul Albert Hamm (Washburn, Estats Units 1982), és un gimnasta artístic estatunidenc, guanyador de tres medalles olímpiques i cinc medalles mundials.

## Biografia
Va néixer el 24 de setembre de 1982 a la ciutat de Washburn, població situada a l'estat de Wisconsin (Estats Units). És germà bessó del també gimnasta i medallista olímpic Morgan Hamm.

## Carrera esportiva
Va participar, als 17 anys, en els Jocs Olímpics d'Estiu de 2000 realitzats a Sydney (Austràlia), on va aconseguir finalitzar en cinquena posició en el concurs complet (per equips), aconseguint un diploma olímpic, i catorzè en el concurs complet (individual), com a resultats més destacats.
Posteriorment va participar en els Jocs Olímpics d'Estiu de 2004 realitzats a Atenes (Grècia), on va aconseguir guanyar la medalla d'or en el concurs complet (individual), quedant per davant dels sud-coreans Kim Dae-Eun i Yang Tae-Young. Així mateix aconseguí guanyar la medalla de plata en les proves del concurs complet (per equips) i en la prova de barra fixa, per darrere de l'equip del Japó i del gimnasta italià Igor Cassina respectivament.
Al llarg de la seva carrera aconseguí guanyar cinc medalles al Campionat del Món de gimnàstica artística, entre elles dues medalles d'or, dues de plata i una de bronze. Es retirà de la competició l'any 208 després de no poder participar en els Jocs Olímpics d'estiu de 2008 realitzats a Pequín (Rep. Popular de la Xina) a conseqüència d'una lesió.